# Tubernuca
Tubernuca (łac. Diocesis Tubernucensis) – stolica historycznej diecezji we Cesarstwie rzymskim w prowincji Byzacena, współcześnie Aïn-Tebernoc w Tunezji. Obecnie katolickie biskupstwo tytularne.

## Biskupi
| Lp. | Biskup                      | Funkcja                                       | Od               | Do              |
| --- | --------------------------- | --------------------------------------------- | ---------------- | --------------- |
| 1   | Joseph Walsh                | emerytowany arcybiskup Tuam (Irlandia)        | 31 stycznia 1969 | 20 czerwca 1972 |
| 2   | Alberto Iniesta Jiménez     | biskup pomocniczy Madrytu (Hiszpania)         | 5 września 1972  | 3 stycznia 2016 |
| 3   | Rubén Tierrablanca Gonzalez | wikariusz apostolski Stambułu (Turcja)        | 16 kwietnia 2016 | 22 grudnia 2020 |
| 4   | Antuan Ilgit                | biskup pomocniczy wikariatu Anatolii (Turcja) | 28 sierpnia 2023 |                 |